# Адріан Пеун
Адріан Константін Александу Пеун (рум. Adrian Constantin Alexandru Păun, нар. 1 квітня 1995, Дрегешань, Румунія) — румунський футболіст, вінгер клубу «ЧФР Клуж».

## Ігрова кар'єра

### Клубна
Адріан Пеун починав грати у футбол у рідному місті Дрегешань. У 2008 році він приєднався до футбольної школи клубу Ліги 1 ЧФР з Клужа. З 2014 року вінгера почали залучати до тренувань першого складу команди. У ьерезні 2014 року Пеун дебютував в основі у чемпіонаті Румунії. За час виступів у ЧФР Пеун п'ять разів вигравав чемпіонат країни, національний кубок та Суперкубок Румунії.
Перед початком сезону 2022/23 Пеун на правах оренди перейшов до ізраїльського клубу «Хапоель» (Беер-Шева). Та вже у листопаді того року футболіст підписав з клубом контракт на повноцінній основі, розрахований до 2026 року.

### Збірна
Перший виклик до національної збірної Румунії Пеун отримав у серпні 2019 року. Але дебютував у складі збірної лише у червні 2021 року, коли вийшов у старті на товариський матч проти команди Англії.

## Титули
ЧФР «Клуж»
 Чемпіон Румунії (5): 2017/18, 2018/19, 2019/20, 2020/21, 2021/22
 Переможець Кубка Румунії (2): 2015/16, 2024/25
 Переможець Суперкубка Румунії (2): 2018, 2020